# Stara Bystrzyca (gmina)
Stara Bystrzyca – dawna gmina wiejska istniejąca w latach 1945–1954 w woj. wrocławskim (dzisiejsze woj. dolnośląskie). Siedzibą władz gminy była Stara Bystrzyca.
Gmina Stara Bystrzyca powstała po II wojnie światowej na terenie tzw. Ziem Odzyskanych (tzw. II okręg administracyjny – Dolny Śląsk). 28 czerwca 1946 gmina – jako jednostka administracyjna powiatu bystrzyckiego – weszła w skład nowo utworzonego woj. wrocławskiego.
Według stanu z 1 lipca 1952 gmina składała się z 10 gromad: Huta, Lasówka, Młoty, Mostowice, Nowa Bystrzyca, Piaskowice, Spalona, Stara Bystrzyca, Wójtowice i Zalesie. Gmina została zniesiona 29 września 1954 wraz z reformą wprowadzającą gromady w miejsce gmin. Jednostki nie przywrócono 1 stycznia 1973 wraz z kolejną reformą reaktywującą gminy.
Zobacz też: gmina Bystrzyca.